# No me sé rajar
No me sé rajar es el sexagésimo segundo álbum de la banda sinaloense mexicana El Recodo de Cruz Lizárraga, lanzado el 30 de julio de 2002 por el sello Fonovisa.
Este CD fue como tributo a Vicente Fernández y tiene como sencillos "Aca entre nos", "Yo quiero ser", "No me se rajar" y "Las Vias del amor" este último no fue parte del cantautor regional (en respuesta a la novela del mismo nombre). Los cuatro temas tienen video. Este seria el último disco grabado por Carlos Sarabia
Obtuvo una nominación a los Premios Grammy de 2003 perdiendo en la categoría al mejor banda contra Afortunado de Joan Sebastian

## Lista de canciones
| N.º | Título                                             | Duración |  |
| 1.  | «No Me Sé Rajar»                                   | 2:52     |  |
| 2.  | «Las Llaves De Mi Alma / Que Te Vaya Bonito»       | 3:44     |  |
| 3.  | «Las Vías Del Amor»                                | 3:30     |  |
| 4.  | «La Muerte De Un Gallero»                          | 2:30     |  |
| 5.  | «Acá Entre Nos»                                    | 3:07     |  |
| 6.  | «De Que Manera Te Olvido / Lastima Que Seas Ajena» | 4:42     |  |
| 7.  | «Si No Te Quisiera»                                | 3:01     |  |
| 8.  | «Los Mandados»                                     | 2:23     |  |
| 9.  | «Mujeres Divinas»                                  | 2:48     |  |
| 10. | «Yo Quiero Ser»                                    | 3:44     |  |
| 11. | «Hermoso Cariño»                                   | 2:10     |  |
| 12. | «No Estorbo La Ropa»                               | 2:20     |  |
| 13. | «La Ley Del Monte»                                 | 2:33     |  |
| 14. | «Las Vías Del Amor (Club Mix)»                     | 4:07     |  |
| 15. | «No Me Sé Rajar (Club Mix)»                        | 3:27     |  |

- Datos: Q7044466